# Formation de Yixian
La formation de Yixian est une formation géologique d'âge Crétacé inférieur qui affleure dans la province de Liaoning (et en particulier dans la région de la ville-préfecture de Jinzhou), située dans l'est de la Chine. 
Elle est célèbre pour ses fossiles, souvent très bien conservés, en particulier ceux d'oiseaux primitifs et de dinosaures théropodes. C'est la principale formation géologique ayant enregistré, grâce à ses fossiles, le réputé biote de Jehol.

## Historique
La formation de Yixian représente la partie inférieure du « groupe de Jehol » défini par Gu en 1962 et 1963 comme un ensemble de formations géologiques incluant les différentes « couches de Jehol » : charbons, schistes bitumineux et roches volcaniques.
Elle est superposée aux couches (plus anciennes) de Daohugou (« Daohugou beds »), dont l'âge est mal connu (Jurassique ou Crétacé inférieur). Ces niveaux sont parfois intégrés dans le groupe de Jehol.
La formation de Yixian est elle-même surmontée par les formations géologiques de Jiufotang et de Fuxin.

## Description
C'est une séquence d'alternance de dépôts d'environnements marins et non-marins (fluvio-lacustre et volcanique -tufs, laves et pyroclastites-). Il s'agit de grès et de siltstones intercalés avec de nombreux niveaux d'argiles et de calcaires fins, admettant de fréquents intervalles de roches volcaniques. Leur datation est contrainte à la fois par la biostratigraphie des fossiles marins et par les datations radiométriques des niveaux volcaniques.

## Subdivisions stratigraphiques et datations
La formation de Yixian montre la succession stratigraphiques suivante, des niveaux les plus récents aux plus anciens, avec, lorsqu'elles sont disponibles, les datations radiométriques obtenues par S. C. et ses collègues en 2009 :
- couches de Jingangshan[8] (122,1 Ma (millions d'années)) ;
- couches de Dawangzhangzi ;
- couches de Lujiatun (123,2 Ma)[10] ;
- couches de Jianshangou (124,1 Ma) ;
- basalte de base (129,7 Ma).

Selon ces publications la formation de Yixian serait datée entre 122,1 et 129,7 Ma, soit de l'Aptien inférieur à l'Hauterivien terminal. Ceci est conforme à une datation mesurée dans la formation sous-jacente de Huajiying à 130,7 Ma (millions d'années), de l'Hauterivien supérieur,.
|                   | Formations géologiques | Étages                                  | Datations en Ma  |
| ----------------- | ---------------------- | --------------------------------------- | ---------------- |
| Crétacé inférieur | Formation de Jiufotang | Aptien inférieur                        | 120,3 ± 0,7 Ma   |
| Crétacé inférieur | Formation de Yixian    | Aptien inférieur à Hauterivien terminal | 122,1 à 129,7 Ma |
| Crétacé inférieur | Formation de Huajiying | Hauterivien supérieur                   | 130,7 Ma ,       |

## Paléobiote de Jehol
L'ensemble des trois principales formations géologiques du « Groupe de Jehol » a enregistré dans ses sédiments les fossiles de la faune et la flore qui vivaient à cette époque, ce paléo-écosystème est connu sous le nom de biote ou paléobiote de Jehol.